# Navigație la Jocurile Olimpice de vară din 2016
Probele sportive de navigație la Jocurile Olimpice de vară din 2016 s-au desfășurat în perioada 5–21 august 2016 pe Marina da Glória în Golful Guanabara. S-au pus la bătaie zece medalii de aur.

## Clase ambarcațiunilor
În comparație cu Jocurile Olimpice din 2012 de la Londra, probele de navă cu chilă (Elliott 6m și clasa Star) au fost eliminate. O probă de skiff a fost adăugată la feminin (49erFX) și o probă de catamaran (Nacra 17) a fost reintrodusă.
| Clasă        | Tip            | Probă | Marinari | Trapeză | Velă mare | Trincă/Genoa | Spinaker | Primele JO | Ediții până acum |
| ------------ | -------------- | ----- | -------- | ------- | --------- | ------------ | -------- | ---------- | ---------------- |
| RS:X         | planșă cu velă |       | 1        | -       | +         | -            | -        | 2008       | 3                |
| RS:X         | planșă cu velă |       | 1        | -       | +         | -            | -        | 2008       | 3                |
| Laser Radial | dinghi         |       | 1        | -       | +         | -            | -        | 2008       | 3                |
| Laser        | dinghi         |       | 1        | -       | +         | -            | -        | 1996       | 6                |
| Finn         | dinghi         |       | 1        | 0       | +         | –            | –        | 1952       | 17               |
| 470          | dinghi         |       | 2        | 1       | +         | +            | +        | 1988       | 8                |
| 470          | dinghi         |       | 2        | 1       | +         | +            | +        | 1976       | 11               |
| 49er         | skiff          |       | 2        | 2       | +         | +            | +        | 2000       | 5                |
| 49erFX       | skiff          |       | 2        | 2       | +         | +            | +        | 2016       | 1                |
| Nacra 17     | catamaran      |       | 2        | 2       | +         | +            | +        | 2016       | 1                |

## Rezultate

### Masculin
| Probă       | Aur                                              | Argint                                            | Bronz                                              |
| RS:X        | Dorian van Rijsselberghe · Olanda (NED)          | Nick Dempsey · Marea Britanie (GBR)               | Pierre Le Coq · Franța (FRA)                       |
| Clasa Laser | Tom Burton · Australia (AUS)                     | Tonči Stipanović · Croația (CRO)                  | Sam Meech · Noua Zeelandă (NZL)                    |
| Clasa Finn  | Giles Scott · Marea Britanie (GBR)               | Vasilij Žbogar · Slovenia (SLO)                   | Caleb Paine · Statele Unite ale Americii (USA)     |
| Clasa 470   | Croația (CRO) · Šime Fantela · Igor Marenić      | Australia (AUS) · Mathew Belcher · William Ryan   | Grecia (GRE) · Panagiotis Mantis · Pavlos Kagialis |
| Clasa 49er  | Noua Zeelandă (NZL) · Peter Burling · Blair Tuke | Australia (AUS) · Nathan Outteridge · Iain Jensen | Germania (GER) · Erik Heil · Thomas Plößel         |

### Feminin
| Probă              | Aur                                                | Argint                                           | Bronz                                                     |
| RS:X               | Charline Picon · Franța (FRA)                      | Chen Peina · China (CHN)                         | Stefania Elfutina · Rusia (RUS)                           |
| Clasa Laser Radial | Marit Bouwmeester · Olanda (NED)                   | Annalise Murphy · Irlanda (IRL)                  | Anne-Marie Rindom · Danemarca (DEN)                       |
| Clasa 470          | Marea Britanie (GBR) · Hannah Mills · Saskia Clark | Noua Zeelandă (NZL) · Jo Aleh · Olivia Powrie    | Franța (FRA) · Camille Lecointre · Hélène Defrance        |
| Clasa 49erFX       | Brazilia (BRA) · Martine Grael · Kahena Kunze      | Noua Zeelandă (NZL) · Alex Maloney · Molly Meech | Danemarca (DEN) · Jena Mai Hansen · Katja Salskov-Iversen |

### Mixt
| Probă    | Aur                                                        | Argint                                             | Bronz                                      |
| Nacra 17 | Argentina (ARG) · Santiago Lange · Cecilia Carranza Saroli | Australia (AUS) · Jason Waterhouse · Lisa Darmanin | Austria (AUT) · Thomas Zajac · Tanja Frank |

## Clasament pe medalii
Legendă
  *   Țara-gazdă
| Loc   | Țară                       | Aur | Argint | Bronz | Total |
| ----- | -------------------------- | --- | ------ | ----- | ----- |
| 1     | Marea Britanie             | 2   | 1      | 0     | 3     |
| 2     | Olanda                     | 2   | 0      | 0     | 2     |
| 3     | Australia                  | 1   | 3      | 0     | 4     |
| 4     | Noua Zeelandă              | 1   | 2      | 1     | 4     |
| 5     | Croația                    | 1   | 1      | 0     | 2     |
| 6     | Franța                     | 1   | 0      | 2     | 3     |
| 7     | Argentina                  | 1   | 0      | 0     | 1     |
| 7     | Brazilia*                  | 1   | 0      | 0     | 1     |
| 9     | China                      | 0   | 1      | 0     | 1     |
| 9     | Irlanda                    | 0   | 1      | 0     | 1     |
| 9     | Slovenia                   | 0   | 1      | 0     | 1     |
| 12    | Danemarca                  | 0   | 0      | 2     | 2     |
| 13    | Austria                    | 0   | 0      | 1     | 1     |
| 13    | Germania                   | 0   | 0      | 1     | 1     |
| 13    | Grecia                     | 0   | 0      | 1     | 1     |
| 13    | Rusia                      | 0   | 0      | 1     | 1     |
| 13    | Statele Unite ale Americii | 0   | 0      | 1     | 1     |
| Total | Total                      | 10  | 10     | 10    | 30    |